# 精神分析医 氷室想介の事件簿
『精神分析医 氷室想介の事件簿』（サイコセラピスト ひむろそうすけのじけんぼ）は、2022年からBS-TBSで放送されているテレビドラマシリーズ。原作は吉村達也、主演は小泉孝太郎。
吉村の作品群の中で一二を争う人気作「氷室想介シリーズ」初の映像化で、精神分析医の氷室想介が友人である警視庁捜査一課刑事の田丸有希に捜査協力を依頼され、事件を解決していく。
2022年2月26日放送の第1弾「超高層ビル密室殺人の謎」（原作は『遠隔推理─精神分析医 氷室想介の事件簿』）は「土曜サスペンス」枠において3ヶ月連続で新作2時間ミステリードラマを放送する第2弾として放送。
2023年10月1日には第2弾として『精神分析医氷室想介の事件簿2-ベストセラー小説に隠された殺人事件の謎-』が放送された。原案は短編集『ダイヤモンド殺人事件』の一編「如月透の犯罪」。

## キャスト
氷室想介
演 - 小泉孝太郎
本作の主人公。精神分析医。
田丸有希
演 - 美村里江
警視庁捜査一課警部補。氷室とは中学・高校の同級生。
原作では男性（田丸巌警部）。
川井舞
演 - 筧美和子
「氷室想介クリニック」受付。
君島太一
演 - 松本岳
警視庁捜査一課刑事。田丸の後輩。
田丸はじめ
演 - 市川陽夏
有希の息子。

### ゲスト

#### 超高層ビル密室殺人の謎
米沢理恵子
演 - 大河内奈々子
アパレル会社「パノン」経理担当（派遣社員）。
秋元貢太郎
演 - 井上肇
アパレル会社「パノン」社長。
三浦佳奈
演 - 小野真弓
アパレル会社「パノン」総務部。
秋元景太郎
演 - 植木祥平
アパレル会社「パノン」社員。貢太郎の息子。
望月伸介
演 - 山崎銀之丞
アパレル会社「パノン」経理担当取締役。
大沢裕翔
演 - 永井大
広告代理店代表。
新藤美奈
演 - 太田彩乃
想介の患者。
大和田一之
演 - 増田修一朗
大和田健三の息子。
社員
演 - 山本浩司、関太（タイムマシーン3号）
東浜物産社員。遺体の第一発見者。
田沼
演 - 金井良信
「パノン」八潮鍍金工場工場長。薬品保管責任者。
片岡智宏
演 - 若林幸樹
「パノン」総務部長。
大和田健三
演 - 原岡見伍
「東浜物産」社長。ジョギング中に死去した。
大和田美智香
演 - 土井悠
健三の後妻。
女将
演 - 島津尋
望月伸介行きつけの料亭の女将。
社員
演 - 君島光輝、芦原優愛
「パノン」社員。
店員
演 - 柿弘美（第2作）
中華料理店の店員。
- 羽鳥早紀、水野瑛[15]、上甲裕依

#### ベストセラー小説に隠された殺人事件の謎
井上ここみ
演 - 内田理央
化粧品会社「ニューボーテ」社長。
植松海荷
演 - 水崎綾女
フラワーアレンジメント講師。
相田依子
演 - 篠原真衣
モデル。
溝端裕治
演 - 小田井涼平
元・週刊誌記者。
倉石孝文
演 - 葛山信吾
松峯デパート副社長。
竹垣香
演 - 桜一花
井上ここみの部下。
有坂恵麻
演 - 白鳥紗良
想介の患者。
平野宏太
演 - 田中達也
自宅で刺殺された被害者。
三倉亮一
演 - 渕野右登
平野宏太の友人。
西原祐介
演 - 吉野晃弘
平野宏太の隣人。
編集者
演 - 長島慎治
「だまし絵」を担当した神崎社の編集者。
スタッフ
演 - 高井純子
相田依子が絞殺された現場の旅館のスタッフ。
婦警
演 - 見方あゆ実
田丸を警察に訪ねてきた倉石を取り次ぐ。
社員
演 - 上島信彦
「ニューボーテ」社員。

## スタッフ
- 原作 - 吉村達也『遠隔推理─精神分析医 氷室想介の事件簿』
- 脚本 - 山岡潤平
- 演出 - 本田隆一
- 医療監修 - 大野真
- 警察監修 - 新山和孝
- 選曲 - 石井和之
- メインテーマ - 岡出莉菜
- スタントコーディネート - 劔持誠、上野山浩
- プロデューサー - 鈴木早苗（BS-TBS）、志村彰（The icon）、古林都子（The icon）
- 製作著作 - BS-TBS、The icon